# 林伍德 (北卡羅萊納州)
林伍德（英語：Linwood）是位於美國北卡羅萊納州戴維森縣的非建制地區。

## 歷史
林伍德的郵局自1870年營運至今。

## 地理
林伍德所處的海拔為高於海平面200米（即656英呎），而該地所採用的時區為UTC-5，即北美东部时区（EST）。同時該地設有夏令時間，為UTC-5調快一小時，即UTC-4（EDT）。